# Rekonwalescencja

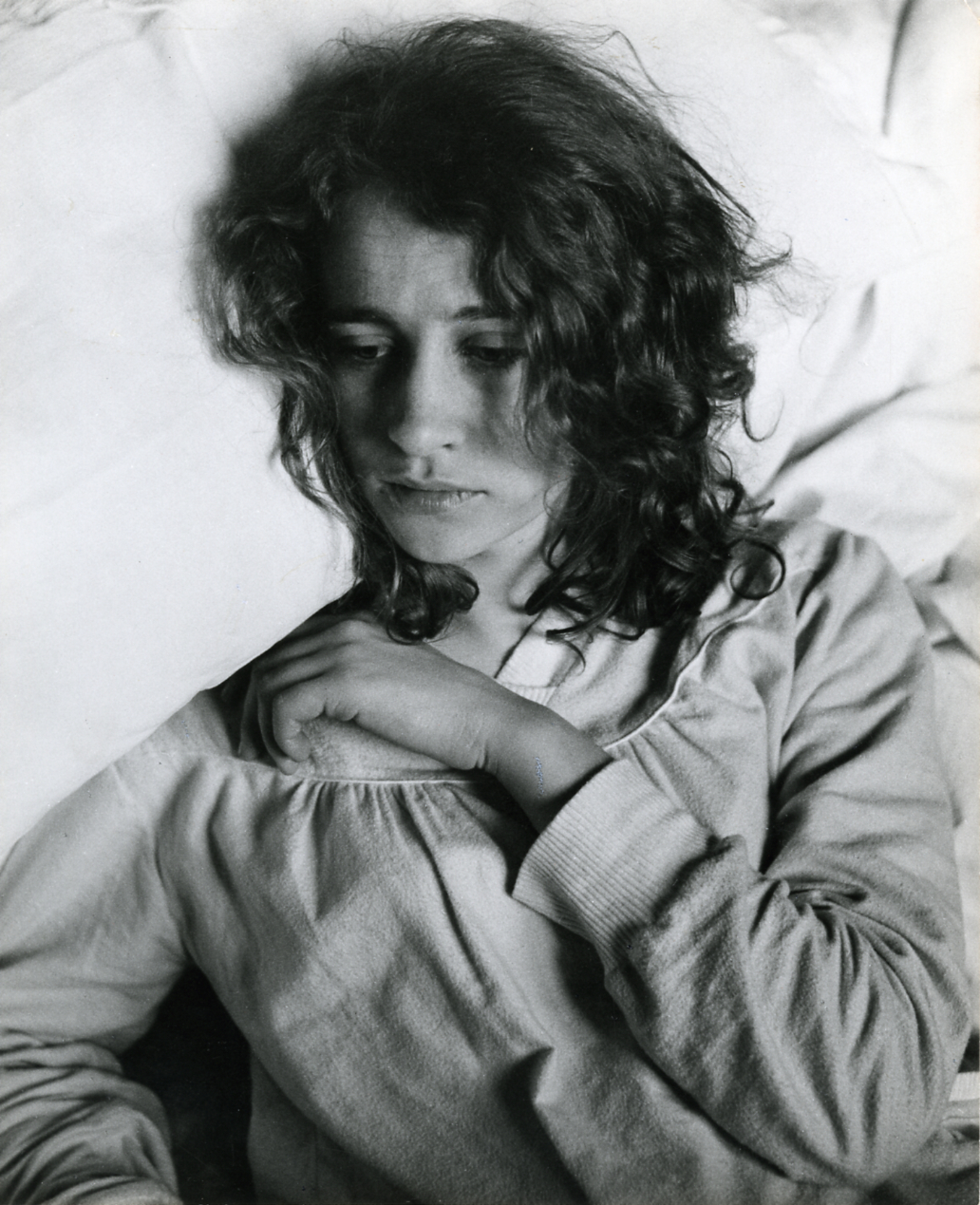
Kobieta w trakcie rekonwalescencji. Zdjęcie Paolo Monti.

Rekonwalescencja – okres powrotu do zdrowia i sił po przebytej ciężkiej chorobie, zabiegu chirurgicznym, ciężkim urazie lub wypadku.